# Dombeya lucida
Dombeya lucida är en malvaväxtart. Dombeya lucida ingår i släktet Dombeya och familjen malvaväxter.

## Underarter
Arten delas in i följande underarter:
- D. l. hafomena
- D. l. lucida
- D. l. megaphylla
- D. l. hafobalofotsy
- D. l. humbertii
- D. l. lucidopsis